# Campeonato Nacional de Rodeo de 1982
El Campeonato Nacional de Rodeo de 1982 fue la versión número 34 del Campeonato Nacional de Rodeo. Se disputó desde el 3 al 5 de abril de 1982 en la antigua medialuna de la ciudad de Rancagua, capital de la VI Región del Libertador Bernardo O'Higgins y transmitida por televisión para todo el país por las pantallas de Televisión Nacional de Chile.
La gente de Rancagua asistió en masa a la medialuna ya que se sentía todavía el fervor del campeonato del año anterior, en donde Ramón Cardemil alcanzó su séptima corona. Los campeones de esta edición fueron René Guzmán y Boris Guzmán, quienes montaron a "Taponazo" y "Enzarte", totalizando 21 puntos buenos.
El segundo puesto lo alcanzaron Carlos Schwalm y César López "Pistolero" y "Amurrao", mientras que el tercer lugar fue ocupado por José Manuel Pozo y José Pozo en "Barra" y "Codociosa", de la Asociación de Rodeo de Talca.
La tradicional prueba del movimiento de la rienda fue ganada por José Manuel Aguirre Bustamante en su yegua "Zapatera" con 51 puntos. Fue el tercer título consecutivo para este jinete, todos con distinto caballo, anteriormente había ganado en "Sahumerio" y "Pelusa". El "sello de raza" fue para "Barnechea-Guinda" una hija del San Guillermo-Recuerdo en la Gultro-La Chole, de propiedad de José Robles.

## Resultados

### Serie de campeones
| Cuarto Animal 1982 | Cuarto Animal 1982                     | Cuarto Animal 1982           | Cuarto Animal 1982 | Cuarto Animal 1982 |
| ------------------ | -------------------------------------- | ---------------------------- | ------------------ | ------------------ |
| Lugar              | Jinetes                                | Caballos                     | Asociación         | Puntaje            |
| 1º                 | René Guzmán y Boris Guzmán             | "Taponazo" y "Enzarte"       | Mulchén            | 21                 |
| 2º                 | Carlos Schwalm y César López           | "Pistolero" y "Amurrao"      | Osorno             | 20                 |
| 3º                 | José Manuel Pozo y José Pozo           | "Barra" y "Codociosa"        | Talca              | 18                 |
| 4º                 | Ramón Cardemil y Hugo Cardemil         | "Curanto" y "Curandero"      | Curicó             | 16                 |
| 5º                 | Pedro Pablo Quera y José Miguel Quera  | "Pandillero" y "Refuerzo II" | Curicó             | 15                 |
| 6º                 | Juan Carlos Loaiza y Alejandro Loaiza  | "Ranchera" y "Embusterable"  | Valdivia           | 14                 |
| 7º                 | Gonzalo Vial Jr. y Regalado Bustamante | "Director" y "Pial"          | O'Higgins          | 10                 |

## Cuadro de honor temporada 1981-1982

### Jinetes
- 1.º Jesús Bustamante[6]
- 2.º César López
- 3.º René Guzmán
- 4.º Vicente Yáñez
- 5.º José Manuel Aguirre
- 6.º José Manuel Pozo
- 7.º Hugo Cardemil
- 8.º Carlos Mondaca
- 9.º Ricardo de la Fuente
- 10.º Juan Carlos Loaiza

### Caballos
- 1.º Pistolero
- 2.º Pandillero
- 3.º Cachorrito
- 4.º Amurrado
- 5.º Halcón
- 6.º Garrote
- 7.º Bracero
- 8.º Guariqueque
- 9.º No Te Engañes
- 10.º Tuco

### Yeguas
- 1.º Borra
- 2.º Guinda
- 3.º Ranchera
- 4.º Pilila
- 5.º Vihuela
- 6.º La Embusterable
- 7.º Codiciosa
- 8.º Serpentina
- 9.º Huérfana
- 10.º Rodaja

### Potros
- 1.º Curandero
- 2.º Taponazo
- 3.º Curanto
- 4.º Pial
- 5.º Director
- 6.º Cambalache
- 7.º Insolente
- 8.º Ensarte
- 9.º Campero
- 10.º Viento Sur